# Stéphane Sapinart
Stéphane Sapinart est un joueur français de volley-ball né le 18 mars 1975 à Saint Priest 69. Il mesure 1,95 m et joue réceptionneur-attaquant. Il totalise 90 sélections en équipe de France. Il exerce les fonctions d'entraîneur des Spacer's de Toulouse.

## Clubs
| Club                 | De        | À         |
| -------------------- | --------- | --------- |
| Arago de Sète        | 1995-1996 | 1996-1997 |
| Stade Poitevin       | 1997-1998 | 1997-1998 |
| Arago de Sète        | 1998-1999 | 2000-2001 |
| Par-Ky Menen         | 2001-2002 | 2001-2002 |
| Spacer's de Toulouse | 2002-2003 | 2006-2007 |